# Kuh Ledesma
Maria Socorro Ledesma beter bekend als Kuh Ledesma (Bacolod, 16 maart 1955) is een Filipijns pop- en jazzzangeres. Ledesma begon haar zangcarrière in 1980 met haar debuutalbum Kuh. Sindsdien is ze uitgegroeid tot een van de meest populaire artiesten van de Filipijnen. Ze bracht in 2011 haar 20e album uit en had in haar carrière diverse grote hits waaronder 'Dito Ba', 'Ako Ay Pilipino', 'I think I’m in love'. Kuh Ledesma wordt wel omschreven als de 'Pop Diva' van de Filipijnen.

## Discografie

### Studioalbums
- 1980 - Kuh
- 1981 - Kuh's Magic
- 1981 - The Love Songs of Kuh
- 1982 - Just You
- 1983 - Ako Ay Pilipino
- 1984 - I Think I’m In Love
- 1985 - Unforgettable
- 1986 - Too Marvelous For Words
- 1987 - Feeling
- 1987 - My First Christmas Album
- 1989 - Lihim
- 1991 - Ba’t Mahihiyang Sabihin
- 1992 - Night and Day
- 1994 - The Voice and the Violin met Noel Pointer
- 1997 - Precious
- 1999 - Akuhstic
- 2000 - Duet with Me
- 2003 - Diva2Diva met Zsa Zsa Padilla
- 2007 - K
- 2010 - Walking on Water

### Compilatie Albums
- 1989 - A Long Long Time Ago
- 1989 - Dito Ba
- 1996 - The Best of Kuh
- 2006 - Till I Met You
- 2006 - Silver Series
- 2010 - Klub Icon
- 2010 - 18 Greatest Hits